# Pneumatopteris humbertii
Pneumatopteris humbertii är en kärrbräkenväxtart som beskrevs av Holtt. Pneumatopteris humbertii ingår i släktet Pneumatopteris och familjen Thelypteridaceae. Inga underarter finns listade.